# Артроцентеза скочног зглоба
Артроцентеза скочног зглоба или аспирација синовијалне течности је метода у ортопедији која се може обавити дијагностички (за идентификацију етиологије акутног артритиса) или терапијски (за ублажавање болова, дренажу излива или убризгавање лекова).

## Мере опреза
Клиничар који изводи процедуру треба да буде упознат са анатомијом одређеног зглоба како би се избегла пункција тетива, крвних судова и нерава.  Коришћење екстензорске површине зглоба за уметање игле, уз минималну флексију зглоба, значајно минимизира ризик од таквих повреда.

## Физиологија
Скочни зглоба је један од синовијалних зглобова са првенствено покретима горе-доле (плантарфлексија и дорзална флексија). Међутим, када се обим покрета (РОМ) скочног и субталарног зглоба (талокалканеални и талокалканеонавикуларни) узму заједно, комплекс функционише као универзални зглоб. 

## Релевантна анатомија
Скочни зглоб, горњи ножни зглоб или чланак (лат. артицулатио талоцруралис АТЦ) је анатомска структура локомоторног апарата доњег уда која у јединствену целину спаја зглобне површине две кости потколенице (голењачу и лишњачу) и глежањску кост стопала (талус).
Стопало је једно од сложенијих делова локомоторног апарата. Предњи део стопала састоји се од пет метатарзалних костију, а на врховима се налазе фаланге (кости које формирају ножне прсте). Главна улога им је да обезбеде телу равнотежу при ходању и трчању. Горњи део стопала је скочни зглоб (лат. артицулатио талоцруралис - АТЦ ), прегибни зглоб или спој доњих (дисталних) крајева две кости потколенице (голењаче и лисна кост) и тела скочне кости (талус).
Стабилност скочног зглоба је обезбеђена коштаном архитектуром као и капсуларним и лигаментарним структурама. Постоје три одвојене групе лигамената који обезбеђују стабилност скочног зглоба: синдесмотични лигаменти, латерални колатерални лигаменти и медијални колатерални лигамент, Унутрашњу везу скоћног зглоба чини (лат. лиг. делтоидеум) који је сачињен од 4 дела или крака (лат. парс тибионавицуларис, парс тибиоцалцанеарис, парс тибиоталарис антериор, парс тибиоталарис постериор). док спољашњу везу скочног зглоба чине три лигамента: (лат. лиг. цалцанеофибуларе, лиг. талофибуларе антериус и лиг. талофибуларе постериус.)

## Индикације
Дијагностичке индикације
Дијагностичке индикације за артроцентезу скочног зглоба укључују следеће:
- Евалуација моноартикуларног артритиса.[9]
- Процена сумње на септички артритис.[10]
- Евалуација зглобног излива
- Идентификација интраартикуларног прелома
- Идентификација кристалне артропатије.[11]

Терапеутске индикације
Терапеутске индикације укључују следеће:
- Ублажавање бола аспирационим изливом (укључујући хемартрозу)
- Убризгавање лекова  (нпр кортикостероиди, антибиотици, анестетици)[12]
- Одводњавање септичког излива

## Контраиндикације
Не постоје апсолутне контраиндикације за артроцентезу скочног зглоба. 
Релативне контраиндикације укључују следеће:
- Сумња на септички зглоб - У овом случају не постоје контраиндикације
- Целулитис који прекрива зглоб
- Лезија коже или дерматитис који прекрива зглоб
- Позната бактеријемија
- Суседни остеомијелитис
- Неконтролисана коагулопатија
- Зглобна протеза

## Опрема
Опрема која се користи за артроцентезу скочног зглоба укључује следеће:
- Стерилне рукавице и завесе
- Јастучићи од газе (5), 4 × 4 ин.
- Припремни раствор за кожу лидокаин 1%
- Шприц, 5 мЛ
- Игле, 18 и 25 или 27
- Шприцеви, 20 мЛ, 30 мЛ, 60 мЛ
- Игла, 18 или 20 (пацијент који је морбидно гојазан може захтевати кичмену иглу од 21 за артроцентезу)
- Хемостат
- Епрувете за узорке
- Завој

## Припрема пацијента
Анестезија
Пацијентима који су узнемирени, имају јак бол или не могу да сарађују са испитивачем може им се пре процедура дати седација и/или аналгезија.  
Примена локалних анестетиак је оправдана. Након припреме коже антисептиком, мапирања и идентификације места убода игле, уз примену игле  25 или 27  убризгава се 2-5 мЛ локалног анестетика (нпр лидокаин 1%) у поткожно ткиво.  
Дубоке инјекције које би могле врхом ући у зглобни простор се не препоручују, јер могу променити резултате анализе синовијалне течности.
Позиционирање пацијента
Пацијента треба поставити или у седећи или лежећи положај на лећају, са коленом савијеним под углом од 90º и ногом да виси са стране носила или савијеној са петом наслоњеном на кревет.
Плантарна флексија скочног зглоба наспрам минималне дорзалне флексије скочног зглоба од стране пацијента помаже у дефинисању анатомије.

## Аспирација синовијалне течности из скочног зглоба
Пре аспирације треба очистити  кожу стерилним раствором, и оставити га да се осуши.
Користећи стерилну технику, иглу од 18 или 20 поставити на шприц од 20 мл и повучи клип да би се  прекинуо отпор.
Уз истовремено натезање  коже преко изабраног места уметања, убада се иглу у зглобни простор уз нежну аспирирацију све док синовијална течност не уђе у шприц (обично 1-2 цм код одрасле особе просечне величине).  Ако се током убадања наиђе на кост,  игла се повчлачи уназад, и проверава анатомска оријентација и у поновљеном покушају  помера игла у коригованом правцу.
Ако се жели уклонити вишак течности, може се користити хемостат који се испире са кожом да би се игла учврстила на месту док се шприц замењује новим.
По завршеној аспирација игла се уклања и преко места убода се наноси газа и  завој.
Аспирирана синовијалну течност се пре упућивања на преглед смешта у различите посуде за узорке.
Антеролатерални приступ (пожељно)
Ово је пожељни приступ за аспирацију скочног зглоба јер избегава потенцијалну повреду дорзалиса педиса и постериорних тибијалних крвних судова или дубоког перонеалног нерва, који пролазе кроз средишњи део скочног зглоба и стопала.
Екстензија стопала у односу на отпор пацијента или активни покрет флексије/екстензије од стране пацијента помаже лекару да одреди простор између базе бочног малеола и бочне границе ЕДЛ-а.
Иглу (18-20) убацити на линију зглоба на средини између базе бочног малеолуса и бочне границе ЕДЛ-а, померајући иглу вертикално на фибуларну осовину.
Антеромедијални приступ
Код оовог приступа треба бити пажљив  да би се избегла повреда  крвних судова и дубоких перонеалних нерава који су непосредно испод и бочно од тетиве екстензора другог прста.
Екстензија стопала у односу на отпор пацијента или активни покрет флексије/екстензије од стране пацијента помаже лекару да идентификује простор између медијалне границе ЕХЛ-а и бочне границе предње тибијалне артерије или између базе медијалног маллеола и медијалне границе предњег тибијалиса.  Иглу (18-20) убацити  на било коју тачку уметања и гурат иглу вертикално на тибијалну осовину.

## Анализа синовијалне течности
Након артроцентезе врши се анализа аспирисане синовијална течност. 
| Налаз                      | Изглед    | ВБЦ, ћелије/μЛ | Полиморфонуклеарне (ПМН) ћелије, % | Концентрација глукозе, мг/дЛ | Концентрација протеина, г/дЛ |
| Нормално                   | Јасно     | < 150          | < 0,25                             | Серумска глукоза             | 1.3-1.8                      |
| Неинфламаторно (неупаљено) | Јасно     | < 3000         | < 0,25                             | Серумска глукоза             | 2-3.5                        |
| Инфламаторно (упаљено)     | Замагљено | >3000          | < 0,75                             | < 25                         | >4                           |
| Пурулентно (гнојаво)       | Замагљено | >50.000        | >0.9                               | < 25                         | >4                           |
| Хеморагично (крваво)       | Крваво    | >2000          | ~0.3                               | Серумска глукоза             | ...                          |

Оперативне карактеристике налаза септичког зглобног излива укључују следеће:
- Укупан број белих крвних зрнаца (ВБЦ)  >25.000/μЛ (осетљивост, 77%; специфичност, 73%; однос позитивне вероватноће [ЛР +], 29; негативан однос вероватноће [ЛР –], 0,71)
- Укупан број белих крвних зрнаца  >50.000/μЛ (осетљивост, 62%; специфичност, 92%; ЛР + , 7,7; ЛР –, 0,42).[13]
- Укупан број белих крвних зрнаца  >100.000/μЛ (осетљивост, 22%; специфичност, 99%; ЛР +, 2,9; ЛР –, 0,32)
- ПМН ћелије  ≥90% (осетљивост, 73%; специфичност, 79%; ЛР +, 3,4; ЛР –, 0,34)
- Синовијална глукоза или концентрација глукозе у серуму < 0,5 мг/дЛ (осетљивост, 51%; специфичност, 85%; ЛР +, 3,4; ЛР –, 0,58)
- Концентрација протеина  >3 г/дЛ (осетљивост, 48%; специфичност, 46%; ЛР +, 0,9; ЛР –, 1,1)
- Концентрација лактичне дехидрогеназе (ЛДХ)  >250 У/Л (осетљивост, 100%; специфичност, 51%; ЛР +, 1,9; ЛР –, 0,1)

Иако неуобичајено, кристално индуковани артритис и септички артритис могу коегзистирати, треба имати у виду да  присуство кристала не искључује бактеријски артритис.

## Компликације
Неправилно постављање игле, мала количина излива, механичка опструкција игле на хрскавици или задебљана синовија могу довести до продора у суво.
Потенцијално оштећење хрскавице може се избећи добрим познавањем анатомије зглоба и избегавањем даљег померања игле у зглобни простор када синовијални излив уђе у шприц.
Већина хемартроза је мала и самоограничена и захтева само праћење. Хемартроза код пацијената са коагулопатијом може захтевати корекцију коагулопатије након разматрања релативних ризика од преокрета. 
Правилно чишћење коже и употреба асептичне технике смањују ризик од уношења инфекције у стерилни зглоб на мање од 1:10.000.
Приликом извођења артроцентезе кроз инфицирану кожу ради дијагнозе потенцијално септичког зглоба, одмах након захвата треба дати профилактички антибиотике, и  пацијенту савоетовати да  настави са узимања антибиотика након интервенције.